# اچ‌ام‌اس ونجنس (۱۷۵۸)
اچ‌ام‌اس ونجنس (۱۷۵۸) (به انگلیسی: HMS Vengeance (1758)) یک کشتی است که طول آن ۱۱۶ فوت ۱۱ اینچ (۳۵٫۶ متر) می‌باشد. این کشتی در سال ۱۷۵۷ ساخته شد.